# Emma Jackson
Pour les articles homonymes, voir Jackson.
Emma Jackson, née le 20 août 1991 à Joyner (en) (Brisbane), est une triathlète australienne, championne d'Océanie en 2012.

## Biographie
Sa passion pour le sport commence à l'âge de 6 ans lorsqu'elle s'inscrit dans un club de natation de Brisbane. Elle continue quatre ans plus tard par des épreuves de cross-country pour son école en faisant partie de l'équipe régionale qui participe aux championnats d'Australie. En 2004, à l'âge de 13 ans, elle se lance dans le triathlon sans aucune expérience du cyclisme.
Emma Jackson est souvent mentionné dans les médias australiens pour être la continuité des trois célèbre triathlètes australiennes du même prénom : Emma Carney, Emma Snowsill et Emma Moffatt. Le 1er novembre 2009, elle n'a alors que 18 ans lorsqu'elle remporte le triathlon de Noosa et les 12 000 dollars de récompense promis aux deux vainqueurs (hommes et femmes).  En 2010 à Budapest, elle devient championne du monde espoirs avec 52 secondes d'avance sur sa dauphine la canadienne Kirsten	Sweetland.
En 2011, elle finit quatrième des championnats du monde. Elle revient dans le « Top 10 » en 2014, en prenant la septième position. Entre-temps, elle prend la huitième place du triathlon aux Jeux olympiques d'été de 2012 à Londres.

## Palmarès
Le tableau présente les résultats les plus significatifs (podium) obtenus sur le circuit international de triathlon depuis 2009,,.
| Année | Compétition                                  | Pays         | Position           | Temps           |
| ----- | -------------------------------------------- | ------------ | ------------------ | --------------- |
| 2017  | Coupe du monde - l'étape de Mooloolaba       | Australie    | Médaille d'or      | 1 h 56 min 36 s |
| 2016  | Championnat du monde en relais mixte         | Allemagne    | Médaille d'argent  | 1 h 20 min 58 s |
| 2015  | Championnat du monde en relais mixte         | Allemagne    | Médaille d'argent  | 1 h 20 min 42 s |
| 2014  | Coupe du monde - l'étape de Tongyeong        | Corée du Sud | Médaille d'or      | 2 h 0 min 44 s  |
| 2014  | WTS Hambourg                                 | Allemagne    | Médaille d'argent  | 0 h 57 min 0 s  |
| 2014  | WTS Londres                                  | Royaume-Uni  | Médaille de bronze | 0 h 55 min 19 s |
| 2014  | Triathlon EDF Alpe d'Huez                    | France       | Médaille d'or      | 2 h 7 min 57 s  |
| 2013  | Coupe du monde - l'étape de Tongyeong        | Corée du Sud | Médaille d'or      | 2 h 2 min 49 s  |
| 2013  | WTS Kitzbühel                                | Autriche     | Médaille d'argent  | 1 h 4 min 21 s  |
| 2013  | Triathlon EDF Alpe d'Huez                    | France       | Médaille d'or      | 2 h 8 min 11 s  |
| 2012  | Grand Prix de triathlon - Étape de Dunkerque | France       | Médaille d'or      | Timing          |
| 2012  | Championnat d'Océanie                        | Australie    | Médaille d'or      | 1 h 56 min 36 s |
| 2011  | Championnat du monde sprint - WTS Lausanne   | Suisse       | Médaille d'argent  | 0 h 58 min 35 s |
| 2011  | WTS Hambourg                                 | Allemagne    | Médaille d'argent  | 1 h 53 min 44 s |
| 2009  | Triathlon de Noosa                           | Australie    | Médaille d'or      | 2 h 1 min 2 s   |